# ペドロ・デ・カスティーリャ (1290-1319)

ペドロの紋章

ペドロ・デ・カスティーリャ（スペイン語：Pedro de Castilla, Señor de los Cameros, 1290年 - 1319年6月25日）は、カスティーリャ王サンチョ4世とマリア・デ・モリナの息子。カメロス、アルマサン、ベルランガ、モンテアグードおよびシフエンテスの領主であり、また、兄フェルナンド4世の執事長（majordomo）であった。また、甥アルフォンソ11世が幼少の間、母マリア・デ・モリナおよび叔父フアンとともに、1313年から亡くなるまでカスティーリャの摂政をつとめた。

## 生涯
ペドロはアラゴン王ハイメ2世の娘マリアと結婚した。1女ブランカはペドロの死後に生まれ、ポルトガル王ペドロ1世と婚約したが、結婚せずに終わった。
1313年、パラスエロにおいてペドロ、母マリアおよび叔父フアンが摂政位につくことで合意した。これは1315年にブルゴスで開かれた国会により追認された。1312年から1315年にかけての摂政を巡る争いにおいて、ペドロは母マリアを支持し、しばしば叔父フアンと対立した。
1316年、ペドロはグラナダ王国との国境に向け、軍を率いて遠征を行った。キリスト教側の文献によると、ペドロは野戦では大勝利をおさめたが、2つの城の包囲戦では不首尾に終わったという。ムスリム側の文献ではペドロが勝利したという記録は見られない。1317年、ペドロは再びグラナダに侵攻し、ジブラルタルを包囲攻撃から解放しベルメス・デ・ラ・モラレダの城を占領した。1319年、グラナダに対する十字軍遠征の許可を教皇から得て、ペドロとフアンはティスカルの要塞を包囲するため軍を率いて遠征を行った。ペドロらは軍を分割したが、ムスリムの救援部隊に待ち伏せされた。ペドロとフアンは、「ベガ・デ・グラナダの惨事」として知られるその後の敗走中に殺害された。

## 子女
- ブランカ（1319年 - 1375年） - ポルトガル王ペドロ1世と婚約、解消後サンタ・マリア・デ・ラス・ウエルガス王立修道院長